# Dane Murray
Dane Murray (* 26. Juni 2003) ist ein schottischer Fußballspieler, der bei Celtic Glasgow in der Scottish Premiership unter Vertrag steht.

## Karriere

### Verein
Dane Murray kam als Sechsjähriger zu Celtic Glasgow, nachdem Talentsichter auf ihn aufmerksam geworden waren. In den folgenden Jahren arbeitete er sich stetig durch die Reihen der Jugendakademie nach oben. Murray unterschrieb im Juni 2019 seinen ersten Profivertrag, den er sechs Monate später verlängerte. Später unterzeichnete er eine weitere Vertragsverlängerung mit dem Verein, die ihn bis zum Jahr 2024 an „Celtic“ bindet. Ab April 2021 trainierte er bereits mehrmals mit der ersten Mannschaft von „Celtic“. Am 20. Juli 2021 gab Murray sein Debüt als Profi, nachdem er gegen den dänischen FC Midtjylland in der Champions-League-Qualifikation eingewechselt worden war.

### Nationalmannschaft
Dane Murray kam im März 2019 zu seinem Debüt in der schottischen U16-Nationalmannschaft, als er an einem Doppelspieltag gegen Dänemark und Albanien zum Einsatz kam. Noch im selben Jahr debütierte Murray eine Altersklasse höher in der U17 gegen Island.